# 瓦尔特劳德·克雷奇马尔
瓦尔特劳德·克雷奇马尔（德語：Waltraud Kretzschmar，1948年2月1日—2018年2月7日），德国女子手球运动员。她曾代表东德参加1976年和1980年夏季奥林匹克运动会手球比赛，获得一枚银牌和一枚铜牌。